# Departamento San Pedro (Misiones)
San Pedro es un departamento de la provincia de Misiones, Argentina, ubicado en el nordeste de dicha provincia.
Limita con los departamentos de General Manuel Belgrano, Eldorado, Guaraní, Montecarlo y la República Federativa del Brasil.
El departamento tiene 3.426 km², equivalente al 11,53 % del total de la provincia.

## Población
Su población fue de 23.736 hab. (censo 2001 INDEC).
Su población fue de 34 801 habitantes, según el censo 2022 (INDEC) frente a los 31 051 habitantes (Indec,2010) del censo anterior, lo que representó un incremento del 12,1% menor al crecimiento provincial que fue del 16,1%.Estos datos le valieron tener la tercera menor densidad de población de la provincia.

## Construcción premiada

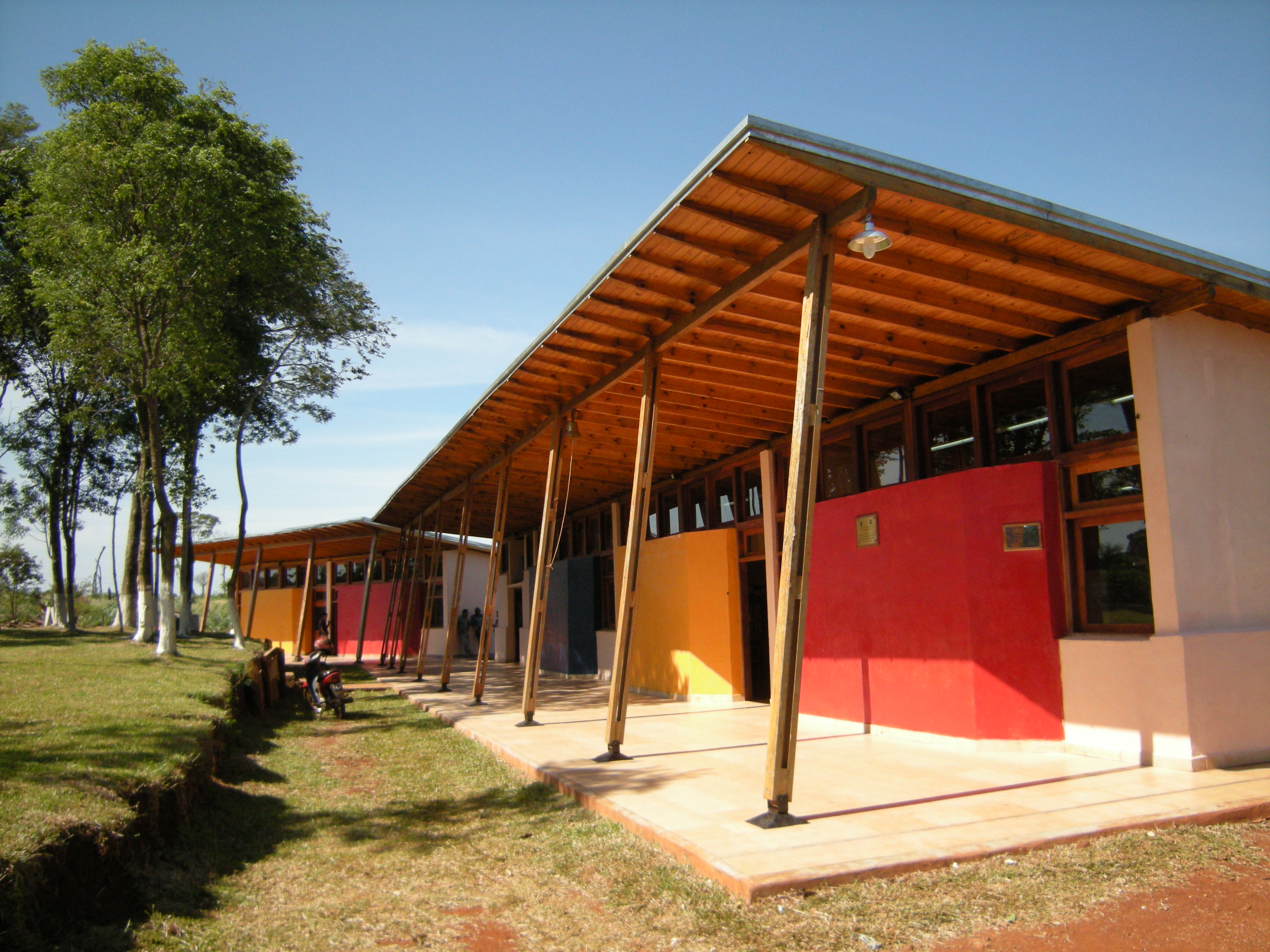
Escuela rural San Juan Bosco

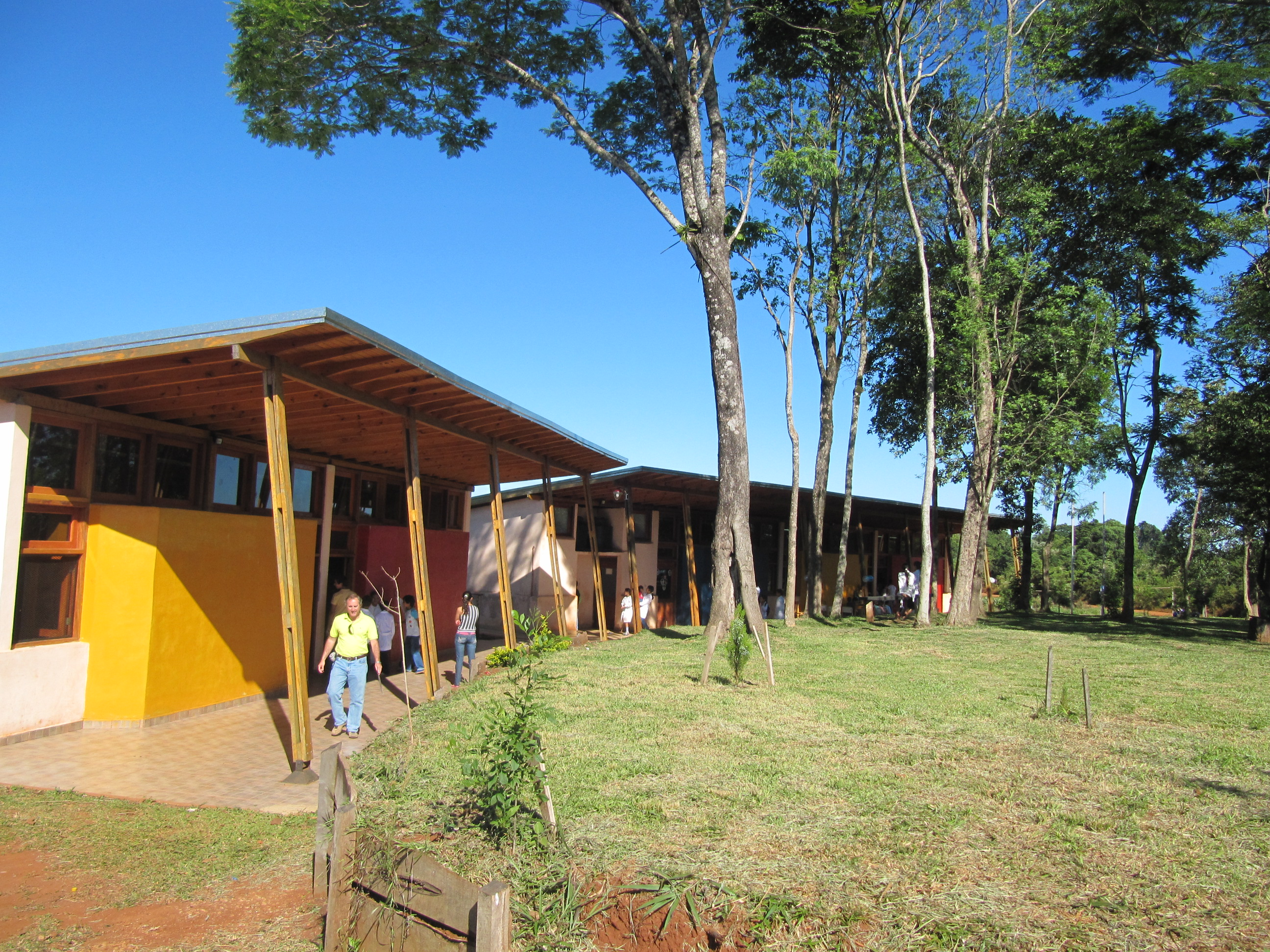
Un ejemplo de arquitectura sustentable.

En el departamento se halla la Escuela rural N.º 892, “San Juan Bosco” (ex Andrés Guacurarí), sobre la Ruta Provincial N.º 16, perteneciente a la Colonia homónima, cuya construcción le mereció, en 2010, al arquitecto Pablo Lavaselli, el XIII Premio SCA-CPAU de Arquitectura 2010 Edición del Bicentenario de la Sociedad Central de Arquitectos y el Consejo Profesional de Arquitectura y Urbanismo de Buenos Aires, y el Premio Weber a la Mejor Obra de Arquitectura Sustentable 2010.
En esta experiencia la mano de obra fue provista en su totalidad por la comunidad, los materiales y el equipamiento fueron pagados por el Banco Hipotecario Nacional, el proyecto y la supervisión de obra por el arquitecto Lavaselli y la gestión por APAER (Asociación civil de padrinos de alumnos y escuelas rurales). Todos los materiales fueron adquiridos en la zona y las tecnologías utilizadas son las que se usan en el lugar, de escasos recursos, para lograr así, la sustentabilidad del proyecto.
Otro aspecto destacable que da idea de la magnitud del emprendimiento es que todos los que participaron en él fueron voluntarios.

## Educación y sociedad
El departamento de San Pedro, provincia de Misiones cuenta con dos municipios. San Pedro y Pozo Azul. 
En el municipio de San Pedro están ubicadas dos sedes de las diez que existen en la provincia, de Escuelas Secundarias Rurales Mediadas por TIC. La sede de Alecrín  sobre Ruta Provincial N.° 20 a 25 km del casco urbano; asimismo la sede de San Juan Bosco se encuentra  a seis km sobre ruta provincial N.°16. En el municipio de Pozo Azul se encuentra la sede en la comunidad de  Tekoa Arandú, sobre Ruta Provincial N.º 17.